# Handball aux Jeux méditerranéens
Le handball fait sa première apparition aux Jeux méditerranéens aux Jeux de 1967 à Tunis. Il ne comporte alors qu'un tournoi masculin avant qu'un tournoi féminin ne fasse son apparition aux Jeux de 1979.
La dernière édition a eu lieu à Oran en 2022.

## Compétition masculine

### Bilan

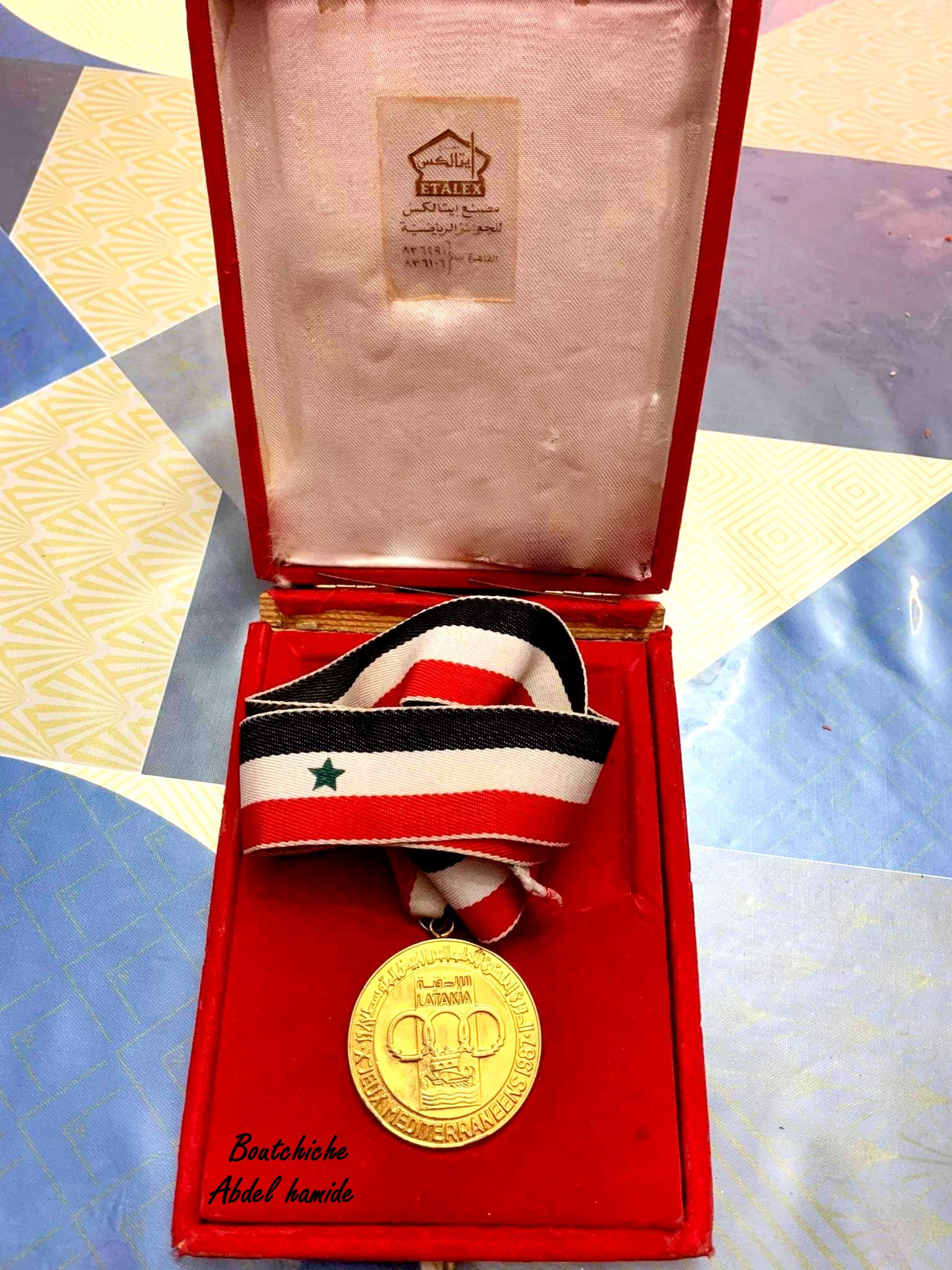
Médaille d'or des Jeux méditerranéens de 1987 décernée à Abdelhamid Boutchiche.

| Rang  | Nation   | Médaille d'or, Jeux méditerranéens | Médaille d'argent, Jeux méditerranéens | Médaille de bronze, Jeux méditerranéens | Total |
| ----- | -------- | ---------------------------------- | -------------------------------------- | --------------------------------------- | ----- |
| 1     | / Serbie | 6                                  | 0                                      | 1                                       | 7     |
| 2     | Croatie  | 4                                  | 2                                      | 0                                       | 6     |
| 3     | Espagne  | 2                                  | 2                                      | 4                                       | 8     |
| 4     | Égypte   | 1                                  | 2                                      | 0                                       | 3     |
| 5     | Algérie  | 1                                  | 1                                      | 1                                       | 3     |
| 6     | France   | 0                                  | 3                                      | 1                                       | 4     |
| 7     | Tunisie  | 0                                  | 2                                      | 4                                       | 6     |
| 8     | Italie   | 0                                  | 2                                      | 1                                       | 3     |
| 9     | Slovénie | 0                                  | 0                                      | 1                                       | 1     |
| 9     | Turquie  | 0                                  | 0                                      | 1                                       | 1     |
| Total | Total    | 14                                 | 14                                     | 14                                      | 42    |

### Palmarès détaillé
| Année        | Pays Hôte            |                     | Finale              | Finale              | Finale              |                     | Petite finale        | Petite finale       | Petite finale |
| Année        | Pays Hôte            | Champion            | Score               | Finaliste           | Troisième           | Score               | Quatrième            |                     |               |
| ------------ | -------------------- | ------------------- | ------------------- | ------------------- | ------------------- | ------------------- | -------------------- | ------------------- | ------------- |
| 1967 Détails | Tunis                | Yougoslavie         | TTR                 | Espagne             | Tunisie             | TTR                 | Algérie              |                     |               |
| 1971 Détails | Izmir                | Annulée             | Annulée             | Annulée             | Annulée             | Annulée             | Annulée              |                     |               |
| 1975 Détails | Alger                | Yougoslavie         | TTR                 | Espagne             | Algérie             | TTR                 | Tunisie              |                     |               |
| 1979 Détails | Split                | Yougoslavie         | 32 – 8              | Italie              | Tunisie             | 25 – 18             | France               |                     |               |
| 1983 Détails | Casablanca           | Yougoslavie         | 17 – 11             | Algérie             | Espagne             | 26 – 15             | Tunisie              |                     |               |
| 1987 Détails | Lattaquié            | Algérie             | 24 – 23ap           | France              | Espagne             | 25 – 23             | Syrie                |                     |               |
| 1991 Détails | Athènes              | Yougoslavie         | 22 – 17             | Égypte              | Italie              | 31 – 31             | Grèce                |                     |               |
| 1993 Détails | Languedoc-Roussillon | Croatie             | 26 – 19             | France              | Slovénie            | 24 – 23             | Égypte               |                     |               |
| 1997 Détails | Bari                 | Croatie             | 21 – 20             | Italie              | Espagne             | 31 – 27             | Slovénie             |                     |               |
| 2001 Détails | Tunis                | Croatie             | 25 – 24             | Tunisie             | France              | 22 – 21             | Espagne              |                     |               |
| 2005 Détails | Almería              | Espagne             | 28 – 21             | Croatie             | Tunisie             | 32 – 26             | Serbie-et-Monténégro |                     |               |
| 2009 Détails | Pescara              | Serbie              | 35 – 31             | France              | Tunisie             | 28 – 24             | Turquie              |                     |               |
| 2013 Détails | Mersin               | Égypte              | 28 – 23             | Croatie             | Turquie             | 32 – 26             | Italie               |                     |               |
| 2018 Détails | Tarragone            | Croatie             | 24 – 23             | Tunisie             | Espagne             | 30 – 19             | Turquie              |                     |               |
| 2022 Détails | Oran                 | Espagne             | 28 – 27             | Égypte              | Serbie              | 34 – 29             | Macédoine du Nord    |                     |               |
| 2026 Détails | Tarente              | compétition à venir | compétition à venir | compétition à venir | compétition à venir | compétition à venir | compétition à venir  | compétition à venir |               |

## Compétition féminine

### Bilan
| Rang  | Nation     | Médaille d'or, Jeux méditerranéens | Médaille d'argent, Jeux méditerranéens | Médaille de bronze, Jeux méditerranéens | Total |
| ----- | ---------- | ---------------------------------- | -------------------------------------- | --------------------------------------- | ----- |
| 1     | France     | 3                                  | 3                                      | 0                                       | 6     |
| 2     | Espagne    | 3                                  | 2                                      | 3                                       | 8     |
| 3     | / Serbie   | 3                                  | 1                                      | 1                                       | 5     |
| 4     | Croatie    | 1                                  | 2                                      | 2                                       | 5     |
| 5     | Italie     | 1                                  | 0                                      | 1                                       | 2     |
| 6     | Slovénie   | 0                                  | 1                                      | 3                                       | 4     |
| 7     | Monténégro | 0                                  | 1                                      | 1                                       | 2     |
| 8     | Turquie    | 0                                  | 1                                      | 0                                       | 1     |
| Total | Total      | 11                                 | 11                                     | 11                                      | 33    |

### Palmarès détaillé
| Année        | Pays Hôte            |                     | Finale              | Finale               | Finale              |                     | Petite finale       | Petite finale       | Petite finale |
| Année        | Pays Hôte            | Champion            | Score               | Finaliste            | Troisième           | Score               | Quatrième           |                     |               |
| ------------ | -------------------- | ------------------- | ------------------- | -------------------- | ------------------- | ------------------- | ------------------- | ------------------- | ------------- |
| 1979 Détails | Split                | Yougoslavie         | NC                  | Espagne              | Italie              | 18 - 16             | Algérie             |                     |               |
| 1983 Détails | Casablanca           | Annulée             | Annulée             | Annulée              | Annulée             | Annulée             | Annulée             |                     |               |
| 1987 Détails | Lattaquié            | Italie              | TTR                 | France               | Espagne             | TTR                 | Syrie               |                     |               |
| 1991 Détails | Athènes              | Yougoslavie         | TTR                 | France               | Espagne             | TTR                 | Italie              |                     |               |
| 1993 Détails | Languedoc-Roussillon | Croatie             | TTR                 | France               | Espagne             | TTR                 | Slovénie            |                     |               |
| 1997 Détails | Bari                 | France              | 23 – 22             | Croatie              | Slovénie            | 27 – 19             | RF Yougoslavie      |                     |               |
| 2001 Détails | Tunis                | France              | 26 – 21             | Espagne              | Slovénie            | 32 – 26             | RF Yougoslavie      |                     |               |
| 2005 Détails | Almería              | Espagne             | 30 – 29             | Serbie-et-Monténégro | Croatie             | 26 – 22             | France              |                     |               |
| 2009 Détails | Pescara              | France              | 33 – 32 ap          | Turquie              | Monténégro          | 30 – 25             | Espagne             |                     |               |
| 2013 Détails | Mersin               | Serbie              | 25 – 19             | Slovénie             | Croatie             | 25 – 24             | Monténégro          |                     |               |
| 2018 Détails | Tarragone            | Espagne             | 27 – 23             | Monténégro           | Slovénie            | 30 – 29             | Macédoine           |                     |               |
| 2022 Détails | Oran                 | Espagne             | 29 – 25             | Croatie              | Serbie              | 26 – 22             | Portugal            |                     |               |
| 2026 Détails | Tarente              | compétition à venir | compétition à venir | compétition à venir  | compétition à venir | compétition à venir | compétition à venir | compétition à venir |               |